# Marian Velicu
Marian Velicu (ur. 4 czerwca 1977, zm. 10 lipca 2024) – rumuński bokser, amatorski wicemistrz świata z 2001 r.

## Kariera amatorska
W 1999 r., Velicu uczestniczył w mistrzostwach świata, które rozgrywane były w Budapeszcie. W 1/16 finału, Rumun wyeliminował reprezentanta Mongolii Byambę Yar Atarbayara, pokonując go na punkty (14:6). Velicu odpadł w następnym pojedynku, przegrywając z reprezentantem Anglii Ianem Napą.
W 1998 r., Velicu startował na mistrzostwach Europy w kategorii papierowej. W walce przed ćwierćfinałowej   wyeliminował reprezentanta Cypru Rudika Kazandzhyana, pokonując go na punkty (13:5). W ćwierćfinale przegrał na punkty (2:4) z Rosjaninem Siergiejem Kazakowem, późniejszym zwycięzca tego turnieju. 
W maju 2000r., Velicu uczestniczył w 33. mistrzostwach Europy, które odbywały się w fińskim mieście Tampere. W pierwszym dniu zawodów, Rumun pokonał na punkty (9:1) słowackiego boksera Rudolfa Dydi. W ćwierćfinale rywalem Velicu był Hiszpan Rafael Lozano. Rumun pokonał faworyta na punkty (9:4), awansując do półfinału. Velicu nie stawił się na pojedynek półfinałowy, co zakończyło się zwycięstwem jego byłego rywala, Siergieja Kazakowa. We wrześniu, Velicu uczestniczył w igrzyskach olimpijskich, które odbywały się w Sydney. W 1/16 finału, reprezentant Rumunii pokonał Ramazana Ballıoğlu. Swój udział zakończył na 1/8 finału, przegrywając ze złotym medalistą olimpijskim z 1996 r., Maikro Romero.
W 2001 r., Velicu zdobył srebrny medal na mistrzostwach świata w Belfaście. W finale pokonał go Kubańczyk Yan Barthelemí.